# Arthur Nörenberg
Arthur Nörenberg (* 26. Februar 1895 in Berlin; † nach 1964) war ein deutscher Radrennfahrer.

## Sportliche Laufbahn
Nörenberg (auch Noerenberg) war im Straßenradsport aktiv. Als Amateur gewann er Berlin–Cottbus und Hamburg–Berlin 1914 sowie Berlin–Hamburg 1915. Im Einzelzeitfahren der Baltischen Spiele 1914 über 314 Kilometer wurde er Dritter. Der Erste Weltkrieg unterbrach seine Karriere. Von 1922 bis 1927 war er Berufsfahrer. 1922 wurde er hinter Paul Koch Zweiter bei Rund um Köln. 1924 siegte er bei Rund um Sachsen, im Großen Straßenpreis von Hannover vor Max Suter und kam bei Rund um Spessart und Rhön auf den dritten Rang. 1925 war seine erfolgreichste Saison. Er gewann Rund um Sachsen, Rund um Leipzig, den Großen Sachsenpreis, den Straßenpreis von Magdeburg, Rund um Hannover und eine Etappe bei Zürich–Berlin. Letzteres Rennen beendete er als Zweiter hinter Federico Gay. Dritter wurde er im Großen Straßenpreis von Hannover und im Rennen Rund um die Hainleite. Er startete in jener Saison für das Radsportteam MIFA. 1926 siegte er bei Rund um Spessart und Rhön. 1930 war er Teilnehmer der Deutschland-Rundfahrt.
Nörenberg bestritt auch Sechstagerennen, so war er beim 11. Berliner Sechstagerennen 1924 am Start.

## Berufliches
Nach dem Zweiten Weltkrieg war er in Ost-Berlin in der Gütekontrolle eines Fahrzeugherstellers tätig.